# Elatostema hekouense
Elatostema hekouense är en nässelväxtart som beskrevs av Wen Tsai Wang. Elatostema hekouense ingår i släktet Elatostema och familjen nässelväxter. Inga underarter finns listade i Catalogue of Life.